# Kebaya

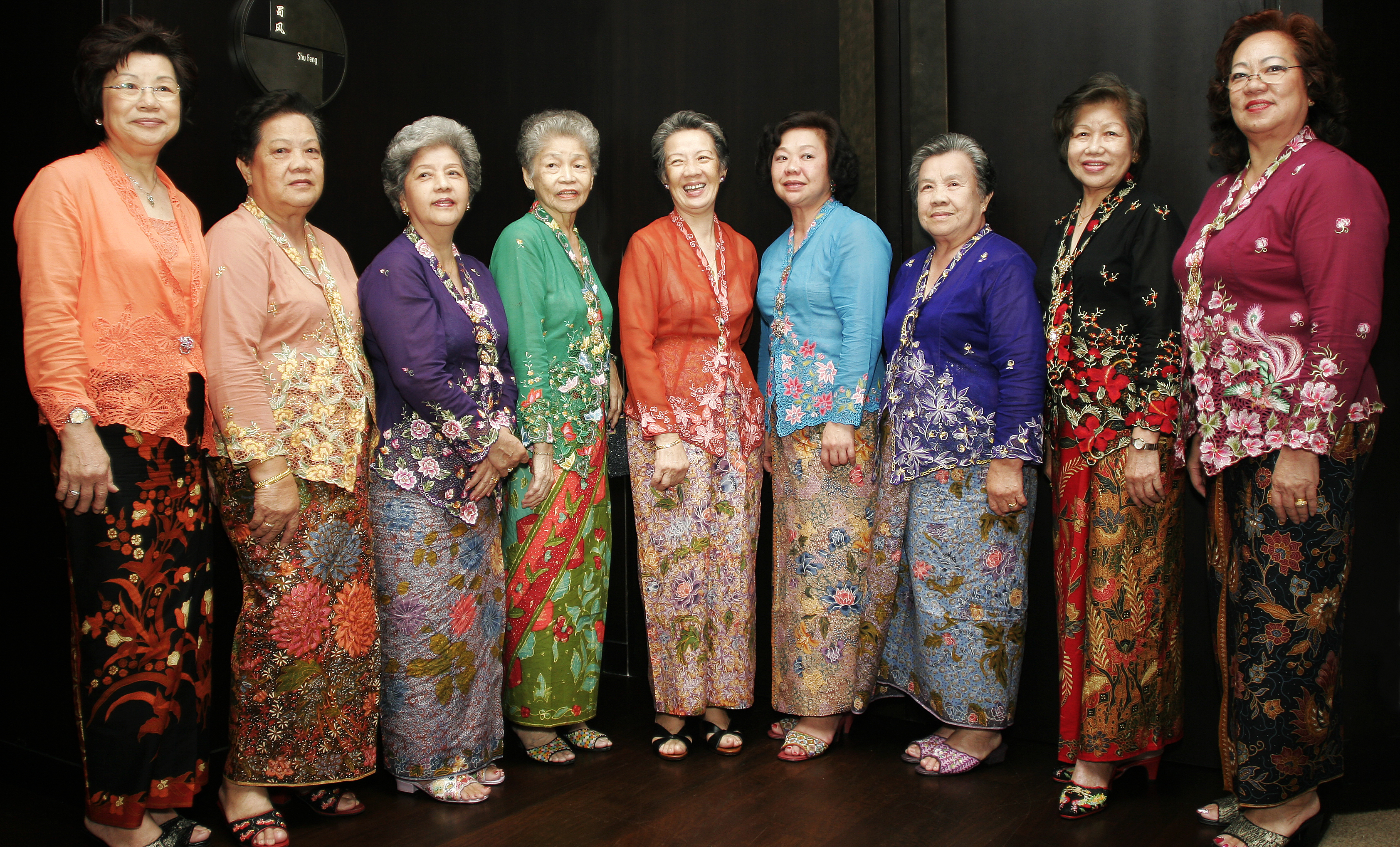
Un grupo de mujeres posando en tradicional Peranakan nonya kebaya.

Una kebaya es una combinación tradicional de blusa y vestido que se originó en la corte del Imperio mayapajit javanés, y es usada tradicionalmente por las mujeres en Indonesia, Malasia, Singapur, Brunéi, Birmania, el sur de Tailandia, Camboya y la parte sur de Filipinas. Está hecho de material como seda, algodón fino o modernamente nailon o poliéster semitransparente, adornado con brocado o bordado con motivos florales. Una kebaya se usa generalmente con un sarong, o un batik kain panjang, u otra prenda tejida tradicional como el ikat, songket con un motivo colorido.
La kebaya es el traje nacional de Indonesia, aunque es más exactamente propio de los pueblos de Java, Sonda y Bali.

## Etimología
La Kebaya se inspira en la ropa de Arabia; el término  kebaya  probablemente derivaba de la palabra árabe abaya.

## Historia

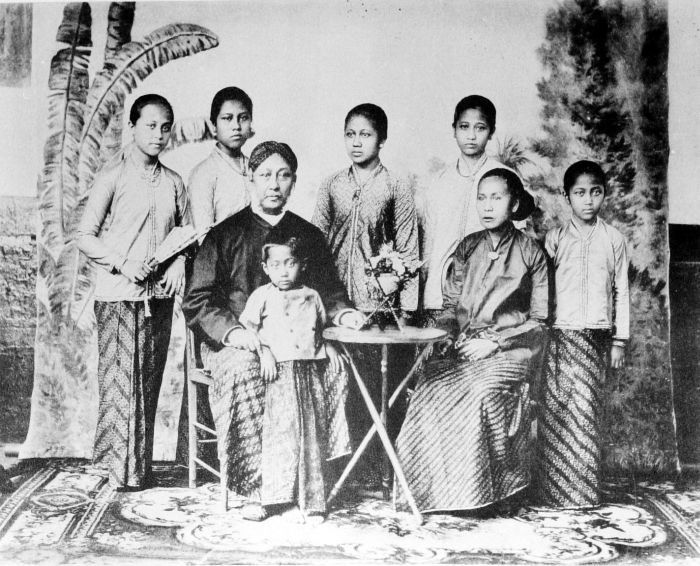
La joven Kartini con su familia. Aquí se muestra el tipo de kebaya usado por las mujeres de la aristocracia javanesa del.

La forma más antigua de Kebaya se originó en la corte del Imperio mayapajit de Java al modificar el Kemban femenino existente, porque la escasa envoltura del torso de las mujeres aristocráticas debía ser más modesta y aceptable para la religión islámica recién adoptada. Los reinos de Aceh, Riau y Johor y el norte de Sumatra adoptaron la kebaya de estilo javanés como un medio de expresión social de estatus ante los javaneses.
Los portugueses anotaron el nombre de Kebaya como un tipo particular de vestimenta cuando desembarcaron en Indonesia. La Kebaya se asocia con un tipo de blusa usada por las mujeres indonesias durante los siglos XV y XVI. Antes de 1600, la kebaya en la isla de Java era una vestimenta reservada solo a la familia real, los aristócratas (bangsawan) y la nobleza menor, en una época en la que todavía los varones campesinos y muchas de sus mujeres caminaban con el torso desnudo.

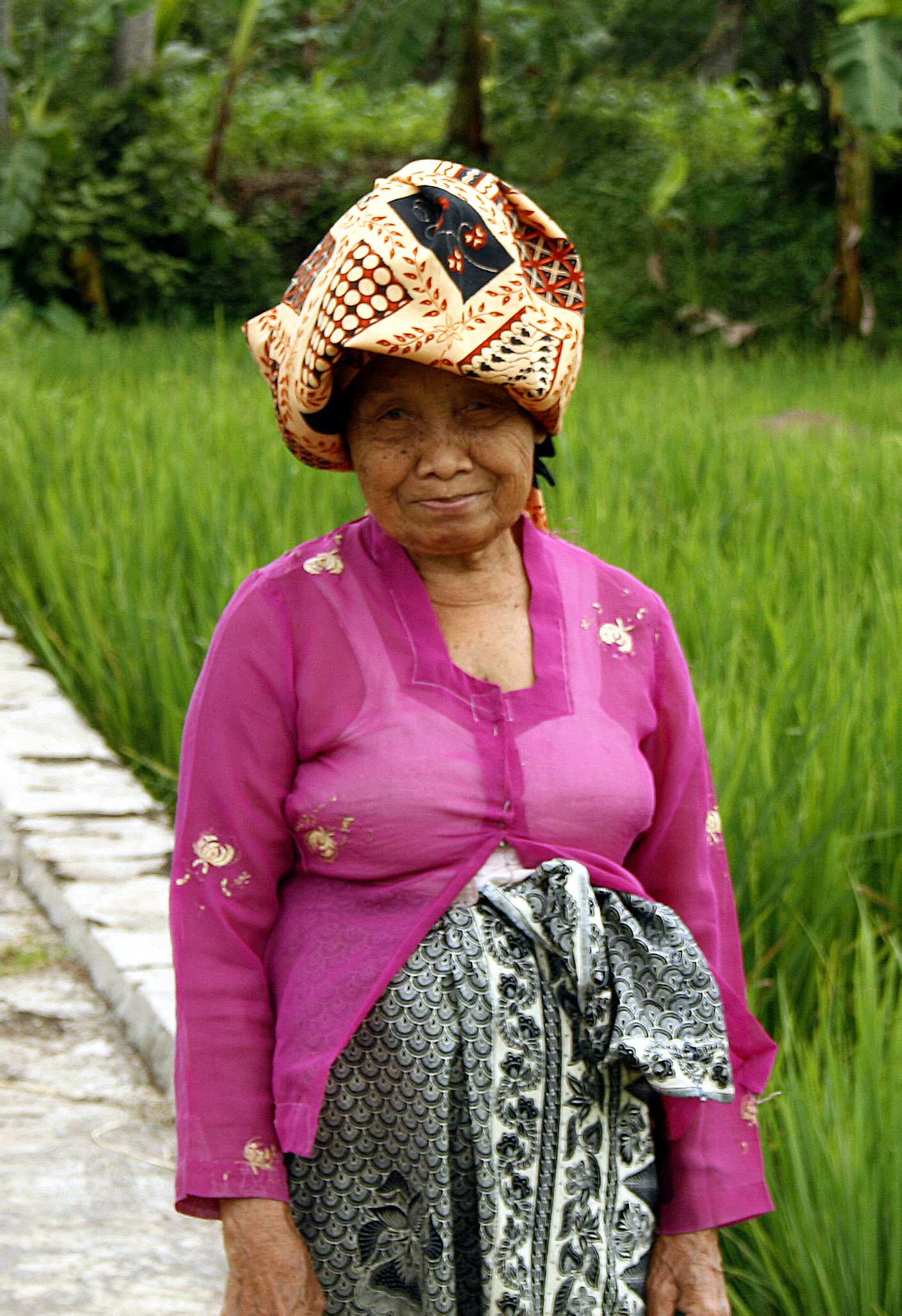
Una mujer anciana sondanesa vestida con kebaya simple, kain batik y batik (paño de cabeza), Java occidental.

Más tarde, las kebaya también fueron adoptadas por las plebeyas y finalmente las campesinas de Java. Hasta el día de hoy en las aldeas agrícolas rurales de Java, las mujeres agricultoras todavía usan kebaya simple, especialmente las ancianas. La kebaya se usa como prenda diaria. Las kebayas de las campesinas eran de materiales simples y se aseguraba con un simple alfiler o peniti (Imperdible).
Poco a poco se extendió naturalmente a las zonas vecinas a través del comercio, la diplomacia y las interacciones sociales a Malaca, Bali, Sumatra, Borneo, Sulawesi y el Sultanato de Joló y Mindanao. La kebaya javanesa, como se la conoce hoy, fue observada por Stamford Raffles en 1817, como de seda, brocado y terciopelo, con la abertura central de la blusa sujeta con broches, en lugar de botones y ojales sobre el torso envuelto en el kemben, el kain (una tela de envoltura sin costura de varios metros de largo), junto con un sarong como falda cosido para formar un tubo.
Después de cientos de años de aculturación regional, las prendas se han convertido en expresiones altamente localizadas de cultura étnica, arte y tradiciones de sastrería.
La evidencia fotográfica más antigua de la kebaya, como se conoce hoy en día, data de 1857 en los estilos javanés, peranakan y orientalista.

## Usos de la vestimenta

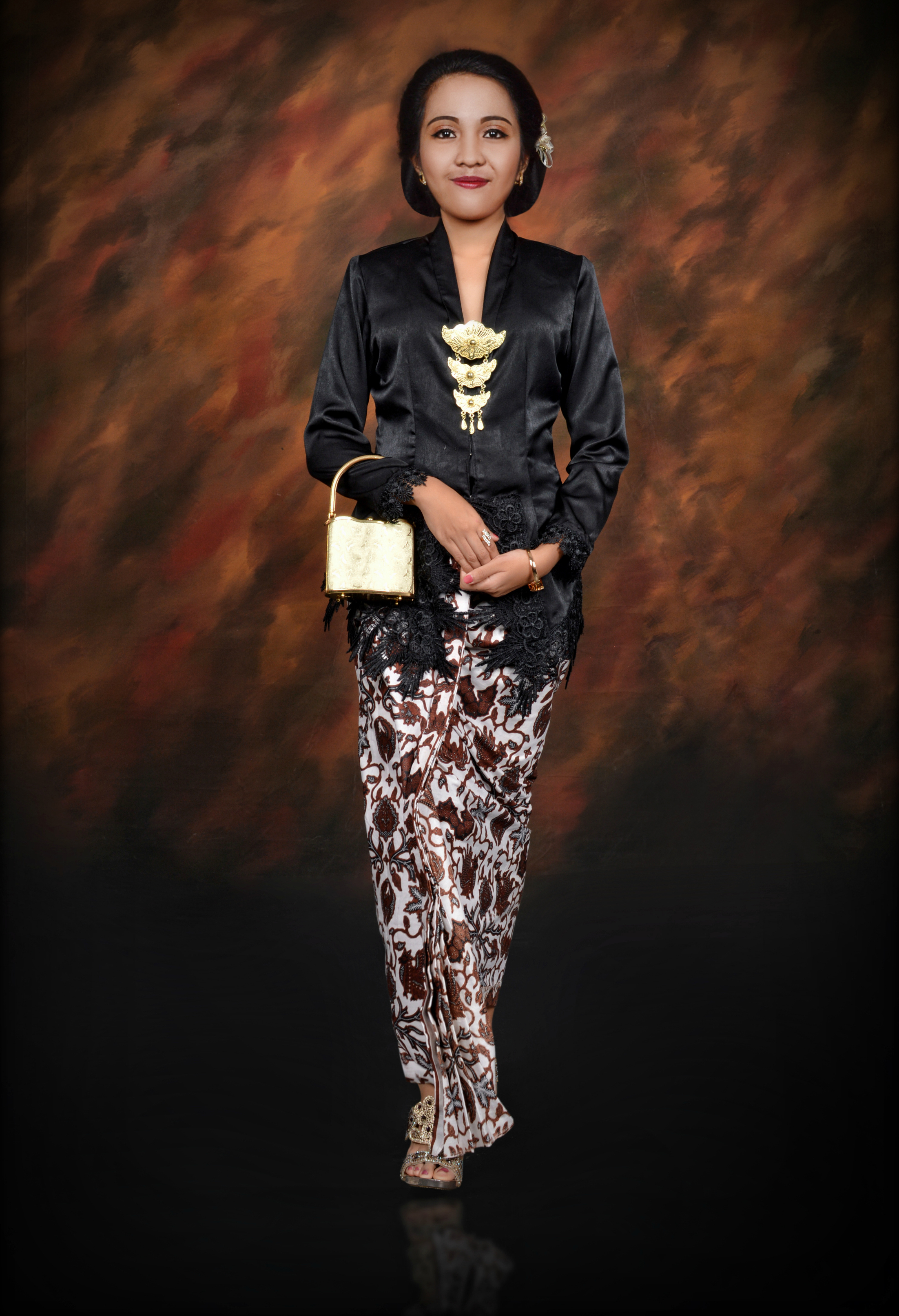
Seda kebaya negra javanesa asegurada con broche kerongsang y kain batik como falda

La kebaya javanesa que, como se conoce hoy en día, se mantiene esencialmente sin cambios, como señaló Raffles en 1817.
Consiste en la blusa (kebaya) de algodón, seda, encaje, brocado o terciopelo, con la abertura central de la blusa sujeta por un broche central (kerongsang) donde se unen las solapas de la blusa, vestida sobre el kain.

### Blusa tipo kebaya
La blusa es comúnmente semitransparente y se usa tradicionalmente sobre la envoltura del torso o kemben. La blusa Kebaya se puede adaptar a medida o suelta, hecha de diversos materiales, desde algodón o terciopelo, hasta seda fina, exquisitos encajes y brocados, lisa con costuras o brillantes lentejuelas. Actualmente, la ropa interior que se usa debajo de la kebaya, generalmente faja, sujetador o camisola, es del mismo color que esta. La ropa interior tradcional más simple y modesta es más comúnmente usada por las mujeres mayores de la aldea; se llama kutang, que es una prenda interior tipo sujetador hecha de una larga tira de algodón arrollada en torno al busto.
Broche de Kerongsang
La kebaya tradicional no tenía botones en la parte delantera. Para asegurar las aberturas de la blusa en el frente, se aplica un broche decorativo de metal. Puede estar hecho de latón, hierro, plata, oro o decorado con piedras semipreciosas. Un típico kerongsang de tres piezas se compone de una kerongsang ibu (pieza madre) que es más grande y más pesada que las otras dos kerongsang anak (pieza infantil). El broche de Kerongsang noble eran joyas en oro y considerado como signo de la condición social de la aristocracia, la riqueza y la nobleza, sin embargo, para las plebeyas y las mujeres campesinas, la kebaya simple a menudo solo se sujeta con un pequeño alfiler de seguridad (peniti).

### Kain sarong (falda)
Kain es una ropa larga y decorada que se envuelve alrededor de las caderas, se sujeta con una cinta y se usa como una especie de sarong o falda. La falda o kain es una envoltura de tela sin costuras de unos tres metros de largo. El sarong está cosido para formar un tubo, el kain está descosido, requiere un ayudante para vestir (envolver) a la usuaria y se mantiene en su lugar con un cordón (tali), luego dobla esta cinta a la cintura, luego sostenida con un cinturón (sabuk o ikat pinggang), que puede contener un bolsillo decorativo.
En Java, Bali y Sonda, el kain (comúnmente denominado batik), puede ser desde algodón estampado liso hasta batik tulis bordado a mano elaborado con seda bordada con hilo de oro. En Lampung, el kain es el tapis tradicional, un elaborado ikat bordado en hilo de oro con pequeños discos de mica. En Sumatra, Flores, Lemata Timor y otras islas comúnmente usan kain de ikat o songket. Sonda es famosa por su kain decorados con lau hada (conchas y cuentas).

## Diferentes elementos de la kebaya

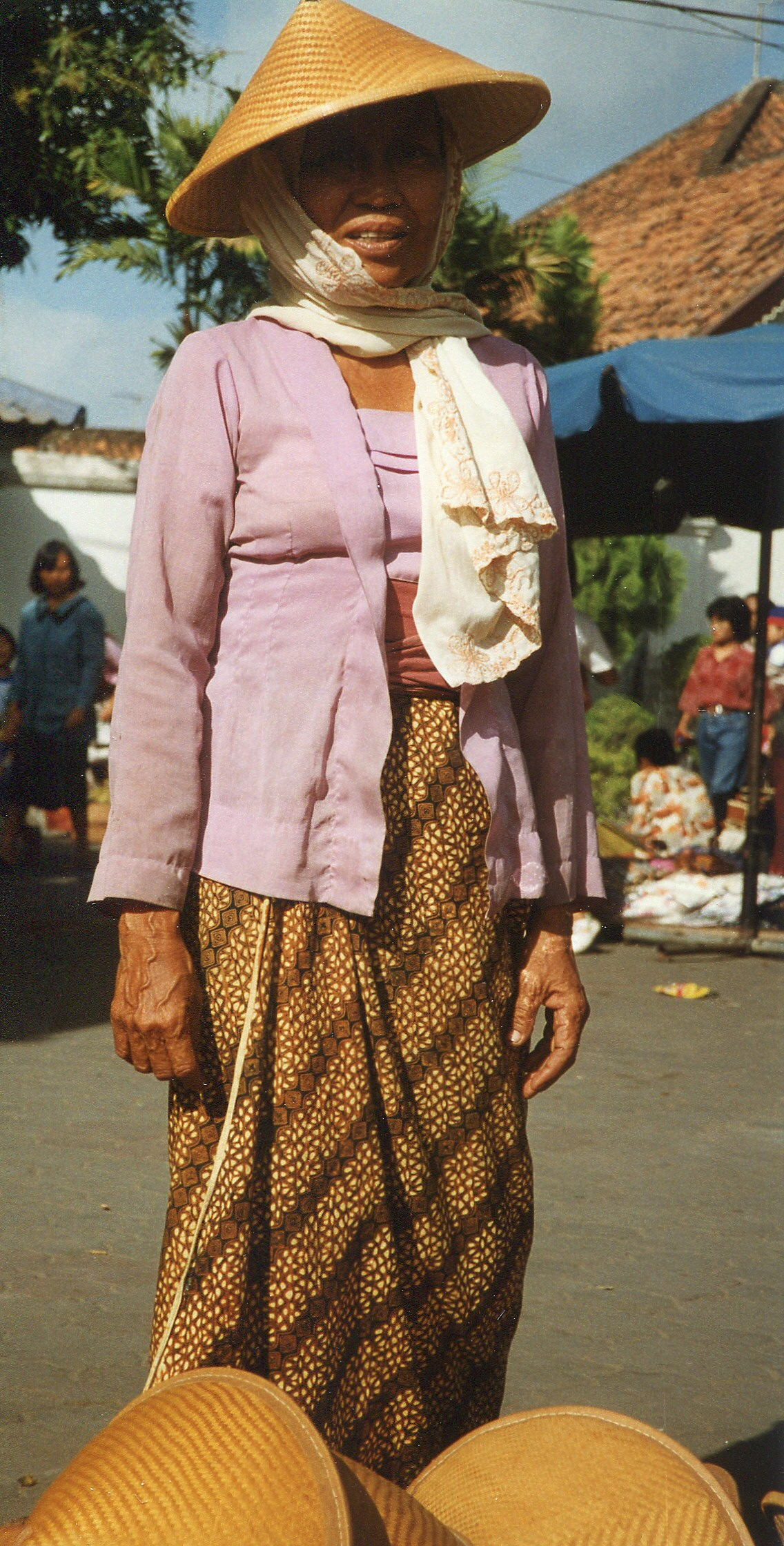
Simple Kutubaru kebaya (collar cuadrado) usado por una mujer javanesa en Yogyakarta.

### Collares
En la abertura del cuello, hay dos variedades principales; el cuello en forma de V (javanés, kartini, balinés y Encim o Peranakan) y el cuello cuadrado (Kutubaru). El kebaya sondanés y moderno tiene un cuello en forma de U bordeado con brocado y a menudo decorado con lentejuelas. La kebaya moderna también puede mostrar cuellos más abiertos.

### Telas
En el aspecto de las telas, la blusa conocida como baju kebaya puede tener dos formas principales: la blusa recta o semitransparente de corte recto de Java, Bali, o la kebaya más simple y modesta de Sumatra y Malasia.

### Cortes y accesorios
En el aspecto de corte, hay dos variedades principales; la de Java, Bali y Sunda Kebaya, más ajustada, y la modesta y holgada kebaya que usaban las mujeres musulmanas más piadosas, generalmente vestida bajo el hiyab. Un baju kurung más sencillo y modesto es una blusa holgada, de manga larga, hasta la rodilla, que se lleva en las zonas más musulmanas, incluido el antiguo Reino de Johor-Riau (ahora Malasia), Sumatra, Brunéi y partes costeras de Borneo y Java.

## Variedades

### Kebaya Kartini
El tipo de kebaya utilizado por las mujeres aristocráticas de Java, especialmente durante la época de Raden Ajeng Kartini, alrededor del siglo XIX es la hoy considerada tradicional. A menudo, el término "kebaya javanés" es sinónimo de kebaya Kartini, aunque ligeramente diferente. El kebaya kartini generalmente está hecho de telas finas pero no transparentes, y el blanco es un color mayormente utilizado. El adorno es bastante minimalista, solo costuras o cordones aplicados a lo largo de los bordes. El corte de cuello en forma de V de este tipo de kebaya es bastante similar al Peranakan Encim kebaya, sin embargo se distingue por su pliegue distintivo en el pecho. Otra característica de la Kartini kebaya es la longitud de la kebaya que cubre las caderas, y el cuello se pliega con una forma de línea vertical, lo que crea una impresión alta y esbelta de la usuaria. La kebaya de estilo Kartini inspiró el corte y el estilo del uniforme de azafatas de Garuda Indonesia.

### Kebaya Jawa
Este tipo de kebaya de Java tiene una forma simple con cuello en forma de V. Este corte recto y simple da una impresión de elegancia simple. Por lo general, una kebaya javanesa está hecha de tela fina semitransparente estampada con costuras florales o bordados, a veces adornada con lentejuelas. Se pueden usar otras telas, como algodón, brocado, seda y terciopelo. La kebaya semitransparente se usa sobre la ropa interior a juego, faja, sujetador o camisola.

### Kebaya Kutubaru
La forma básica de Kutubaru kebaya es bastante similar a otros tipos de kebaya. Lo que lo distingue es el tejido adicional llamado "bef" para conectar el lado izquierdo y derecho de la kebaya en el pecho y el abdomen. Esto crea un collar cuadrado o rectangular. Este tipo de kebaya estaba destinado a recrear la apariencia de kebaya no segura sobre la prenda interior de kemben (envoltura del torso). Se cree que el kebaya kutubaru es originaria de Java Central. Por lo general, se usa con este tipo de kebaya, el stagen (paño envuelto alrededor del estómago) o faja negra reforzada con goma que se usa debajo de la kebaya, por lo que la usuaria se verá más delgada.

### Kebaya Bali

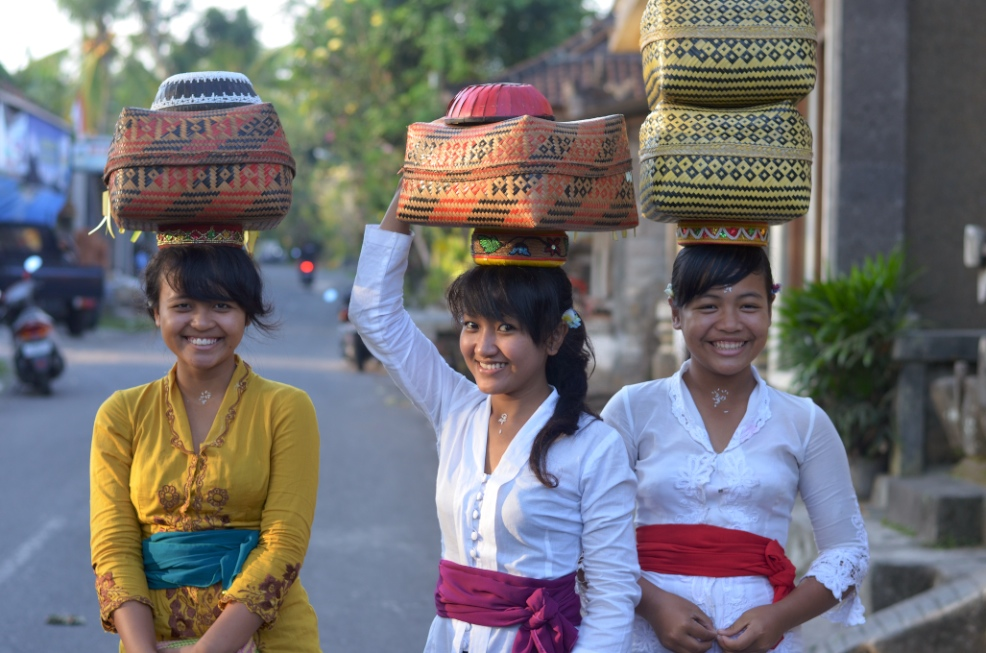
Chicas con kebaya balinesa.

La Kebaya Balinesa es muy similar a la kebaya de Java, pero ligeramente diferente. La kebaya balinesa generalmente tiene cuello en V doblado o a veces decorado con cordones. Por lo general, son ceñidas y están hechas con telas de colores semitransparentes o lisos, ya sea de algodón o brocado, con estampado floral o bordado. A diferencia de la kebaya javanesa tradicional, la kebaya balinesa puede agregar botones en la abertura frontal, y el broche kerongsang rara vez se usa. La principal diferencia es que la kebaya balinesa añade una banda obi sobre la kebaya, envuelta alrededor de la cintura.
La kebaya balinesa es parte del busana adat o vestimenta tradicional, las mujeres balinesas deben usar kebaya durante los rituales hindúes balineses y las ceremonias. Además de las ceremonias religiosas, las mujeres balinesas contemporáneas a menudo usan kebaya para sus actividades diarias, por lo que la kebaya balinesa generalmente tiene mangas más cortas en comparación con la kebaya javanesa.

### Kebaya Sunda
La ceñida kebaya sondanesa de brocado permite una mayor libertad en el diseño, y su diseño se aplica mucho en la kebaya moderna y la kebaya nupcial en Indonesia. Las telas semitransparentes están modeladas con costuras florales o bordados. La principal diferencia con otros estilos de kebaya es el cuello en U, que a menudo aplica amplias curvas para cubrir los hombros y el pecho. Otra diferencia son las partes inferiores extra largas, con bordes colgantes que cubren las caderas y el muslo. La kebaya nupcial contemporánea incluso tiene una larga cola debido a la influencia del vestido de novia occidental.

### Kebaya Encim o Peranakan
En Java, la kebaya usada por las mujeres de ascendencia china se llama kebaya encim, derivada del nombre encim o enci para referirse a una mujer china casada. Era comúnmente usado por las damas chinas en las ciudades costeras de Java con importantes asentamientos chinos, como Semarang, Lasem, Tuban, Surabaya, Pekalongan y Cirebon. Marcó de manera diferente la kebaya javanesa con sus bordados más pequeños y finos, telas más ligeras y colores más vibrantes, hechos de materiales importados como la seda y otras telas finas. La kebaya encim encaja bien con el kai batik pesisiran de colores vibrantes (batik costero de Java).
En Malaca, Malasia, una variedad diferente de kebaya se llama "nyonya kebaya" y es usada por el pueblo Peranakan, de ascendencia china. La Nyonya kebaya es diferente por sus famosos zapatos de cuentas a mano (kasut manek) y el uso de kain con motivos chinos de batik o seda china importada impresa o pintada a mano. Aparte de Malaca, el nyonya kebaya también es popular en otros asentamientos del estrecho de Penang y Singapur. La similar Nyonya Kebaya también se puede encontrar en Phuket, donde la cultura Peranakan se asentó en colonias del estrecho.

### Kebaya Indo

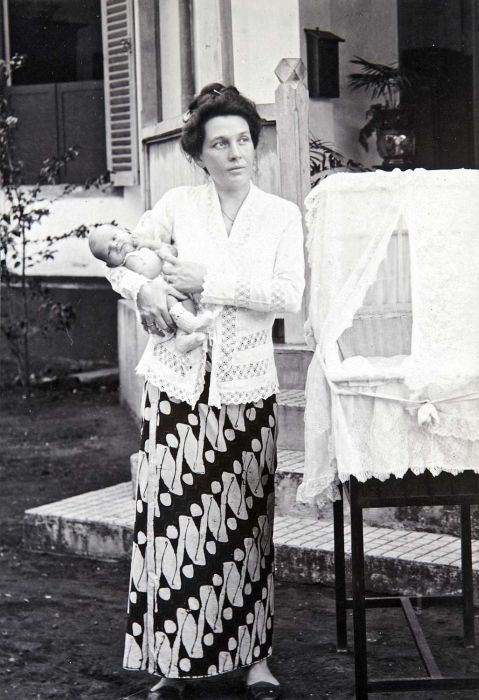
Dama colonial holandesa con Kebaya y kain batik, Indias Orientales Neerlandesas, 1920.

Durante la época de las Indias Orientales Neerlandesas en Indonesia, las mujeres indias (euroasiáticas) y también mujeres europeas coloniales de alto estatus adoptaron la kebaya, que proporcionaba ropas menos restrictivas y más frescas, como vestimenta formal o social. Las señoras coloniales abandonaron sus apretados corsés y usaban ropa interior ligera y cómoda debajo de sus kebaya. Inmigrantes indias y europeas coloniales probablemente adoptaron la kebaya heredada de la ropa usada por las Njai, mujeres nativas mantenidas como amas de llaves, sirvientas y concubinas en los hogares coloniales. Las damas Njai fueron las antepasadas de la gente indo (con ascendencia mixta europea y asiática).
El corte y el estilo de las kebaya usadas por las damas holandesas e indias derivaban de la kebaya javanesa. Sin embargo, hay algunas pequeñas diferencias, las mujeres europeas lucían mangas más cortas y algodón de longitud total en estampados, adornadas con cordones a menudo importados de Europa. La kebaya que usaban las coloniales y las damas indias eran en su mayoría de color blanco y en telas livianas, destinadas a proporcionar una ropa agradable y fresca en climas tropicales cálidos y húmedos, ya que las telas de color oscuro atraen y retienen el calor.
La kebaya de los inmigrantes indios era de algodón blanco adornado con encaje hecho a mano de motivos orientales, ya sea de fabricación local en las Indias Orientales, o importado de Brujas o los Países Bajos. Mientras que la seda negra kebaya se usa para la ropa de noche.

## Importancia política

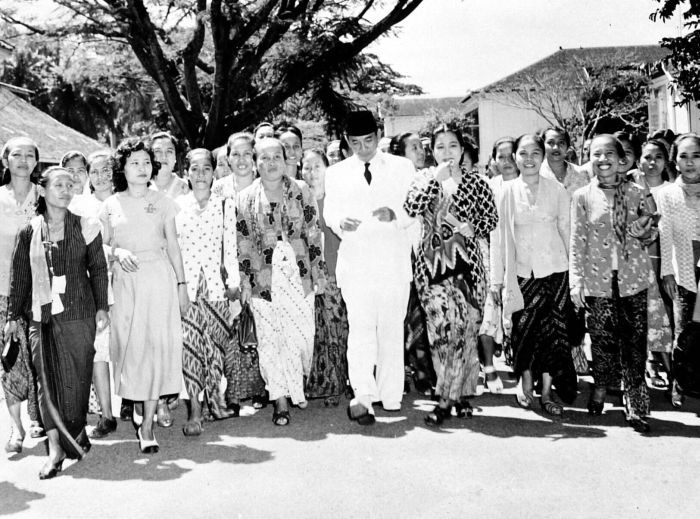
Sukarno entre mujeres indonesias en Kebaya durante el Congreso de Mujeres Indonesias (1950).

En los campos de internamiento japoneses durante la Segunda Guerra Mundial, las prisioneras indonesias se negaron a usar la vestimenta occidental que les asignaron y en su lugar usaron kebaya como muestra de solidaridad nacionalista y racial para separarlas de sus compañeras chinas, europeas y presas de Eurasia.
La única mujer presente durante la Proclamación de la Independencia de Indonesia, la activista educada en Holanda S. K. Trimurti, vestía kebaya, cimentándola como la vestimenta femenina del nacionalismo.
Después de la independencia de Indonesia, Sukarno nombró la kebaya como el traje nacional de las mujeres indonesias .name="GNFI-Kebaya"/>  La Kebaya (como el traje nacional de las mujeres indonesias) a menudo fue lucida por las primeras damas de Indonesia. Las esposas de Sukarno, primer presidente de Indonesia; y se sabía que Fatmawati Sukarno y Dewi Sukarno usaban kebaya todos los días.
El 21 de abril se celebra en Indonesia el Día Nacional de Kartini, donde Raden Ajeng Kartini, la sufragista y defensora de la educación, es recordada por colegialas vestidas de manera tradicional según su región. En Java, Bali y Sonda con la kebaya
La organización social de las esposas burócratas de la época de Suharto, Dharma Wanita usaban un uniforme estilo kebaya dorada, con una banda roja (selendang) y estampado de batik o estampado en el kain exclusivo de Dharma Wanita. La fallecida primera dama indonesia y también un aristócrata menor Tien Suharto, fue un prominentes defensoras de la kebaya.
La expresidenta Megawati Sukarnoputri lució la kebaya en los foros públicos y los debates de las elecciones presidenciales de 2009.

## Uso moderno e innovaciones

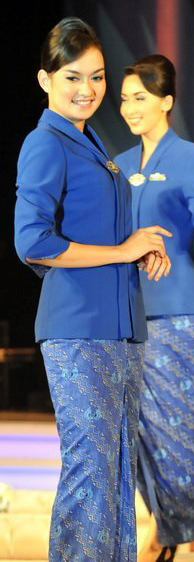
Uniforme de azafata de la aerolínea Garuda Indonesia en kebaya y kain batik.

La kebaya ha sido una de las partes importantes del estilo oriental de ropa que influyó mucho en el mundo de la moda moderna. Los vestidos de encaje son uno de los mejores ejemplos de la influencia de la Kebaya.
Además de la kebaya tradicional, los diseñadores de moda de principios del siglo XXI buscaron formas de modificar el diseño y hacer de la kebaya un atuendo más moderno. La kebaya de diseño informal incluso se puede usar con jeans o faldas. Para bodas o eventos formales, muchos diseñadores están explorando otros tipos de telas finas con cordones para crear una kebaya nupcial.
La kebaya moderna incorpora ahora innovaciones de sastrería occidental como cierres, cremalleras y botones, una adición muy apreciada para las damas que requieren ir al baño, sin necesidad de ser literalmente desenrolladas por una ayudante, en la medida en que el verdadero kain es rechazado por ello casi por unanimidad. Otras innovaciones modernas han incluido la blusa baju kebaya usada sin el kemben restrictivo, y la víspera, la blusa tipo kebaya usada con pantalones o hecha de tela generalmente para el kain panjang. Las azafatas de Malaysia Airlines y Singapore Airlines también cuentan con batik kebaya como sus uniformes.
El uniforme femenino de las azafatas de Garuda Indonesia es una interpretación moderna más auténtica. La kebaya está diseñada en kebaya de estilo Kartini simple pero clásico derivado de la kebaya del siglo XIX de las damas de honor javanesas. La kebaya está hecha de telas ignífugas en algodón y poliéster, con pareos de batik en parang o lereng gondosuli, que también incorporan el motivo del ala de garuda y los pequeños puntos representan el jazmín.